# 维耶尔马奈
维耶尔马奈（法語：Vielmanay，法語發音：[vjɛlmanɛ]）是法国涅夫勒省的一个市镇，属于卢瓦尔河畔科讷库尔区。

## 地理
维耶尔马奈（47°16'1"N, 3°6'52"E）面积21.33 平方千米，位于法国勃艮第-弗朗什-孔泰大區涅夫勒省，该省份为法国中部省份，北至约讷省，西北接卢瓦雷省，西接谢尔省，南至阿列省，东南接索恩-卢瓦尔省，东临科多尔省。
与维耶尔马奈接壤的市镇（或旧市镇、城区）包括：叙伊拉图尔、巴尔日谷新堡、加尔希、纳奈、纳尔西、圣科隆布德布瓦。

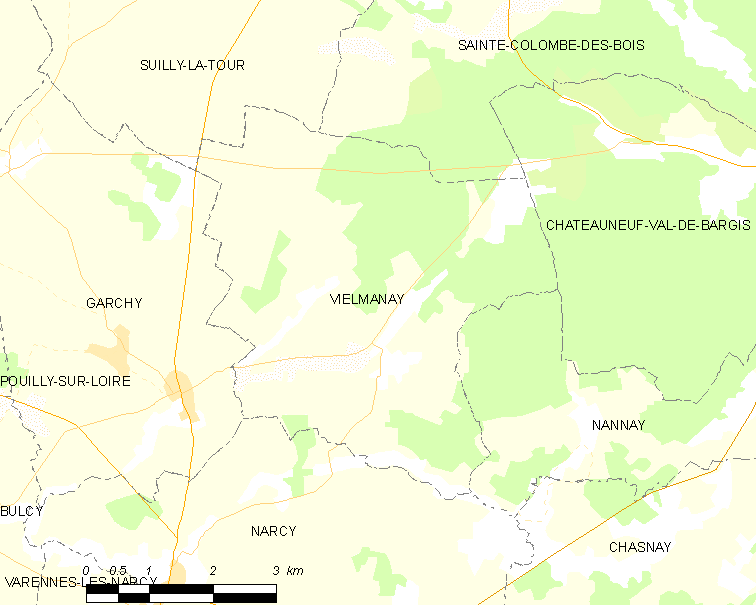
维耶尔马奈的OSM定位图

维耶尔马奈的时区为UTC+01:00、UTC+02:00（夏令时）。

## 行政
维耶尔马奈的邮政编码为58150，INSEE市镇编码为58307。

## 政治
维耶尔马奈所属的省级选区为卢瓦尔河畔普伊县。

## 人口

1962-2008年间维耶尔马奈人口变化图示

维耶尔马奈于2022年1月1日时的人口数量为175人。